# Психодинамика
Психодинамика е систематизирано изследване и теория за психологическите сили, които лежат в основата на човешкото поведение, наблягайки на взаимодействието между несъзнаваната и съзнаваната мотивация.
Оригиналната концепция за „психодинамика“ е развита от Зигмунд Фройд  Фройд смята, че психологическите процеси са потоци от психологическа енергия в сложния мозък, установявайки „психодинамики“ на основата на психологическа енергия, която е наричана либидо.
Психодинамичната психотерапия е по-малко интензивна форма сравнена с класическата психоанализа, практикувана от ортодоксалните фройдисти, изискваща сесии само по един път седмично вместо от 3 до 5 пъти седмично, както е типично за традиционната психоанализа.
Психодинамичните терапии зависят от теорията за вътрешните конфликти, които се появяват в поведението или емоциите. Основно един конфликт е несъзнаван.

## Общ преглед
Всъщност психодинамиката, още позната като динамична психология, е изследване на вътрешните взаимовръзки между различни части на ума, личността или психиката, както те се свързват с душевните, емоционални или мотивационни сили, особено на несъзнателно ниво. Душевните сили включени в психодинамиката често са разделени на части: (a) взаимодействие на емоционалните сили: взаимодействието на емоционалните и мотивационни сили, които засягат поведението и душевните състояния, особено на подсъзнателно ниво; (b) вътрешни сили, засягащи поведението: изследването на емоционалните и емоционални сили, които засягат поведението и състоянията на ума;.
Фройд предполага, че психологическата енергия е постоянна (следователно и емоционалните промени съдържат само измествания) и това е насочено към спокойствие чрез разреждане (катарзис).
В психологията на половия акт психодинамиката е дефинирана като изследване на сили, мотиви и енергия, създадени от най-дълбоките човешки нужди.
Основно психодинамиката изследва трансформациите и обмяната на „психичната енергия“ в личността. Фокус в психодинамиката е връзката между енергетиките на емоционалните състояния в То, Аз и Свръхаз и как те се свързват с развитието и процесите в ранното детство. В сърцето на психологическите процеси, според Фройд, е Аз-а, който той вижда като в битка с три сили: То, Свръхаз и външния свят. Следователно основния психодинамичен модел се фокусира върху динамичните взаимодейстмия между То, Аз и Свръхаз. Психодинамиките след това се опитват да обяснят или интерпретират поведението или душевните състояния в термините на вътрешните емоционални сили или процеси.

## История
Психодинамиката отначало е развита от Ернст Брюке, Зигмунд Фройд, Карл Юнг, Алфред Адлер и Мелани Клайн. От средата на 40-те и 50-те години на XX век основното приложение на „психодинамичната теория“ е добре установена.
В своята книга от 1988 г. Въведение в психодинамиката – Нов синтез, психологът Марди Хоровиц твърди, че неговия собствен интерес и интерес от психодинамиката започва от средата на 50-те, когато чува Ралф Грийнсън, прочут психоаналитик, който говори публично на теми като „Хората, които мразят“ по радиото. В своите радио дискусии, според Хоровиц, той „ясно описва невротичното поведение и несъзнавани душевни процеси и свързва психодинамичната теория директно с всекидневния живот“.
Отново през 50-те американския психиатър и психоаналитик Ерик Бърн построява върху фройдовия психодинамичен модел своята идея за его състоянията, за да развие психология на човешките взаимодействия наречена трансакционен анализ, която според лекаря Джеймс Алън е „когнитивно поведенчески подход за лечение и е много ефективен начин за справяне с вътрешните модели на личността и другите, както и с другите психодинамични неща“. Теорията е популяризирана от книгата от 1964 г. „Игрите, които хората играят“, книга, която се продава в пет милиона копия, давайки път на такива фрази като „Момче, той има твоя номер!“.

## Фройдистка психодинамика
Според американския психолог Калвин Хол в неговата книга от 1954 г. Учебник по Фройдистка психология:
| “ | Фройд много подкрепя Брюке и бързо е повлиян от тази нова динамична физиология. Благодарение на Фройдовия необикновен гений, той ще открие двадесет години по-късно, че законите на динамиката могат да бъдат приложени към личността на човека така както и към неговото тяло. Когато прави своето откритие Фройд продължава да създава динамична психология. Динамичната психология е тази, която изследва трансформацията на енергия вътре в личността. Това е най-големият принос на Фройд и един от най-големите приноси в модерната наука. Това със сигурност е съдбоносно събитие в историята на психологията. | ” |

В сърцето на психологическите процеси, според Фройд, е Аз-а, който той вижда като в битка с три сили: То, Свръхаз и външния свят. Следователно основния психодинамичен модел се фокусира върху динамичните взаимодейстмия между То, Аз и Свръхаз. Психодинамиките след това се опитват да обяснят или интерпретират поведението или душевните състояния в термините на вътрешните емоционални сили или процеси. В своите трудове за „двигателя на човешкото поведение“, Фройд използва немската дума Trieb, дума, която може да бъде преведена на български език или като инстинкт или нагон.
През 30-те години дъщерята на Фройд, Ана Фройд започва да прилага психодинамичните му теории за „Аз-а“ към изследването на привързаността по оста родител-дете и особено депривацията в развиването на Его психологията.

## Юнгианска психодинамика
В началото на XX век по време на тези критични години, младия швейцарски психиатър Карл Юнг следва написаното от Фройд и му изпраща копия от своите статии, както и първата си книга издадена 1907 г. „Психология на деменция прекокс“. В тази книга той подкрепя гледната точка на Фройд за психодинамиката, макар и с някои възражения. Същата година Фройд кани Юнг да го посети във Виена. Двамата мъже са силно привлечени един от друг и си говорят в продължение на 13 часа. Това води до професионални отношения, в които те си водят кореспонденция всяка седмица за период от 6 години.
Приносите на Карл Юнг към психодинамичната психология включват:
1. Психиката има тенденцията да се насочва към цялостност.
2. Собственото ни същност е съставена от его, лично несъзнавано и колективно несъзнавано.[15] Колективното несъзнавано съдържа архетипи, които се изразяват по различни начини за всеки индивид.
3. Архетипите са съставени от динамични напрежения и се появяват в индивидуалната и колективната психика. Архетипите са автономни енергии общи за човешкия вид. Те дават на психето нейните динамични функции и ѝ помагат да ги организира. Техните ефекти могат да бъдат видени в много форми и във всички култури.
4. Трансцендентната функция: Изплуването на третото разрешава разделянето между динамичните полярни напрежения вътре в архетипната структура.
5. Разпознаването на духовното измерение на човешкото психе (психика).
6. Ролята на образите, които спонтанно изплуват в човешкото психе (образите включват взаимната връзка между афектите, образите и инстинкта) комуникират динамичните процеси взимат място в личното и колективно несъзнавано, образи, които могат да бъдат използвани, за да помогнат на егото да се придвижи в направление към психична цялост.
7. Разпознаването на многообразието на психето и психичния живот, където има няколко организиращи принципи вътре в психиката и те са в конфликт.

## Позитивна психология
В позитивната психология психодинамичната концепция за поток е дефинирана като съзнателно състояние на ума в хармоничен ред. В обикновени термини, това е състояние, в което хората са толкова заети с дадена дейност, извън която нищо друго няма значение; преживяването само по себе си е толкова удовлетворяващо, че хората го правят дори на по-голяма цена, с цел да го направят. С други думи, в позитивната психология, потокът е състояние на душевна активност или операция, в която човекът е напълно потопен в това което той прави, характеризиран от енергизиран фокус, пълно включване и успех в процеса на дейност.
Концепцията за потока във връзка с душевното задоволство е разработена от американския психолог от унгарски произход Михали Чиксенмихали, който в началото на 70-те интервюирал и изучил стотици успешни хора като музиканти, атлети, актьори, шах играчи и хирурзи. В своите изследвания той накарал хората да носят по време на работния си ден „таймери на потока“, в които, в произволно избрани часове, таймерът се изключвал и участниците трябвало да документират състоянието на потока си на хартия.
Сред многобройните му книги на тази тема, кулминационната публикация е книгата му от 1990 г. Поток – Психологията на оптималното преживяване, която представя на света психологическата концепция за потока и оптималното преживяване. В тази книга той твърди, че „нашето възприятие за живота ни е резултат от множеството сили, които оформят преживяването ни, връзка в зависимост от това дали го чувстваме като добро или зло“.

## По-нататъшно четене
- Brown, Junius Flagg & Menninger, Karl Augustus (1940). The Psychodynamics of Abnormal Behavior, 484 pages, McGraw-Hill Book Company, inc.
- Weiss, Edoardo (1950). Principles of Psychodynamics, 268 pages, Grune & Stratton
- Pearson Education (1970). The Psychodynamics of Patient Care Prentice Hall, 422 pgs. Standford University: Higher Education Division.
- Жан Лапланш et J.B. Pontalis (1974). The Language of Psycho-Analysis, Editeur: W. W. Norton & Company, ISBN 0-393-01105-4
- Raphael-Leff, Joan. Parent Infant Psychodynamics – Wild Things, Mirrors, and Ghosts.   Wiley, 2005. ISBN 1-86156-346-9.